# Le Pirate (film, 1921)
Pour les articles homonymes, voir Le Pirate.
Pour le film de Rowland V. Lee, voir Le Pirate (Lee, 1921).
Pour plus de détails, voir Fiche technique et Distribution.
Le Pirate (Buried Treasure) est un film américain réalisé par George D. Baker, sorti en 1921. 
Ce film muet en noir et blanc se déroule autour du XVIIe siècle, à l'époque des galions espagnols et de la piraterie dans les Caraïbes. Le film a été tourné en Californie.

## Fiche technique
- Titre original : Buried Treasure
- Réalisation : George D. Baker
- Scénario : George D. Baker, F. Britten Austin
- Directeur de la photographie : Harold Rosson
- Société de production : Cosmopolitan Productions
- Société de distribution : Paramount Pictures
- Pays d'origine :  États-Unis
- Langue : anglais
- Format : Noir et blanc – 1,33:1 – 35 mm – Muet
- Genre : film d'aventure
- Longueur de pellicule : 2 122,63 m (7 bobines)
- Durée : 70 minutes
- Année : 1921
- Dates de sortie :
  - États-Unis : 10 avril 1921
  - France : 9 février 1923
- Autres titres connus :
  -  France : Trésor enfoui, Un trésor précieux, Un trésor riche

## Distribution
- Marion Davies : Pauline Vandermuellen
- Norman Kerry : John Grant
- Anders Randolf : William Vandermuellen
- Edith Shayne : Madame Vandermuellen
- Earl Schenck (en) : Joeffrey Vandermuellen
- John Charles : le duc de Chavannes
- Thomas Findley : le capitaine